# Elezioni parlamentari in Polonia del 2001
Le elezioni parlamentari in Polonia del 2001 si tennero il 23 settembre per il rinnovo dell'Assemblea nazionale (Sejm e Senato). In seguito all'esito elettorale, la coalizione formata da Alleanza della Sinistra Democratica e Unione del Lavoro formò il governo; Presidente del Consiglio divenne Leszek Miller, sostituito nel 2004 da Marek Belka.

## Risultati

### Sejm
| Liste                                                                               | Voti       | %     | Seggi |
| ----------------------------------------------------------------------------------- | ---------- | ----- | ----- |
| Alleanza della Sinistra Democratica - Unione del Lavoro (Include: PLD - SD - KPEiR) | 5 342 519  | 41,04 | 216   |
| Piattaforma Civica (Include: SKL - UPR)                                             | 1 651 099  | 12,68 | 65    |
| Autodifesa della Repubblica Polacca                                                 | 1 327 624  | 10,20 | 53    |
| Diritto e Giustizia                                                                 | 1 236 787  | 9,50  | 44    |
| Partito Popolare Polacco                                                            | 1 168 659  | 8,98  | 42    |
| Lega delle Famiglie Polacche (Include: RKN - PP - ROP - PdP)                        | 1 025 148  | 7,87  | 38    |
| Azione Elettorale Solidarność della Destra (include: ZChN - KPN)                    | 729 207    | 5,60  | –     |
| Unione della Libertà                                                                | 404 074    | 3,10  | –     |
| Movimento Sociale Alternativo                                                       | 54 266     | 0,42  | –     |
| Minoranza Tedesca                                                                   | 47 230     | 0,36  | 2     |
| Partito Socialista Polacco                                                          | 13 459     | 0,10  | –     |
| Minoranza Tedesca dell'Alta Slesia                                                  | 8 024      | 0,06  | –     |
| Unione Polacca Economica                                                            | 7 189      | 0,06  | –     |
| Comunità Nazionale Polacca                                                          | 2 644      | 0,02  | –     |
| Totale                                                                              | 13 017 929 | 100   | 460   |

- I 216 seggi ottenuti dalla coalizione Alleanza della Sinistra Democratica - Unione del Lavoro sono così ripartiti: 196 Alleanza della Sinistra Democratica, 16 Unione del Lavoro, 2 Partito Popolare-Democratico, 1 Alleanza dei Democratici, 1 Partito Nazionale dei Ritirati e dei Pensionati.
- I 65 seggi ottenuti da Piattaforma Civica includono 22 seggi attribuiti al Partito Conservatore-Popolare.
- I 38 seggi ottenuti dalla Lega delle Famiglie Polacche includono i 5 seggi del Movimento Cattolico Nazionale, i 3 di Accordo Polacco, i 2 del Movimento per la Ricostruzione della Polonia, un seggio di Patto per la Polonia.